# 程修己
程修己（804年—863年），字景立，洺州永年人。
父程儀曾從周昉學畫，後為蘇州醫博士。程修己二十二歲以明经及第，於集贤院擔任畫直，大和五年（851年）任翰林待诏，“以侍书见用”，柳公权恥之。累迁至太子中舍。程氏有很高的藝術天賦，成就卓越，曾授命为文宗画其爱犬，“宫中畋犬见者皆俯伏”。咸通四年（863年）二月一日病逝於长安昭国坊私第，年五十九。與妻葉氏育有三子程進思、程退思和程再思；次子程退思向程修己學畫，作品幾可亂真。另外與二房石氏育有二女。